# Cilli Drexel
Cäcilia „Cilli“ Drexel (* 1975 in München) ist eine deutsche Schauspielerin und Regisseurin.

## Leben
Sie wurde als Tochter der Schauspielerin Ruth Drexel und des Schauspielers Hans Brenner geboren. Nach dem Abitur studierte sie zunächst Germanistik, Politik und Geschichte in München und arbeitete als Schauspielerin am Münchner Volkstheater und am Theater Heidelberg, bevor sie von 2002 bis 2006 Regie an der Theaterakademie Hamburg studierte.
Als freie Regisseurin arbeitete sie unter anderem von 2009 bis 2012 am Nationaltheater Mannheim, am Grillo-Theater in Essen und am Landestheater Tübingen. Zu ihren Arbeiten zählen Das Meerschweinchen von Kai Hensel am Grillo-Theater und Einsame Menschen von Gerhart Hauptmann am Nationaltheater Mannheim. Außerdem inszenierte sie in Mannheim die Uraufführungen Wunderland von Gesine Danckwart und der bitterbösen Komödie von Philipp Löhle supernova (wie gold entsteht). Sie gehörte 2011 der Jury des Theaterpreises Körber Studio Junge Regie an.
Cilli Drexel war auch am Theater Bielefeld, dem Schauspiel Leipzig und am Deutschen Theater Berlin tätig. Am E.T.A.-Hoffmann-Theater in Bamberg inszenierte sie in der Spielzeit 2016/2017 das Stück europa verteidigen von Konstantin Küspert, dem 2017/2018 die BRD-Familiensaga Brand von Bettina Erasmy folgte. In der Spielzeit 2017/18 wurde von ihr am Theater Basel außerdem Lukas Linders Komödie nach Nikolai Gogol Der Revisor oder: Das Sündenbuch auf die Bühne gebracht. In Bamberg inszeniert sie 2020 Thomas Köcks Klimatrilogie-Stück Paradies - Fluten | Hungern | Spielen.
Drexel ist durch ihren Vater die Halbschwester des Schauspielers Moritz Bleibtreu. Sie ist Mutter einer Tochter.

## Belege
1. ↑  Esther Boldt: „Der Goldrausch von Hundseck“, Rezension auf nachtkritik.de vom 15. Januar 2010, abgerufen am 26. Juli 2020.
2. ↑  Projekt übers Sterben gewinnt Körber Studio 2011, abgerufen am 26. Juli 2020.
3. ↑  Elisabeth Maier: „Verloren im Rösti-Land“, nachtkritik.de vom 3. November 2017, abgerufen am 26. Juli 2020.
4. ↑  Thomas Köcks Paradie (Memento des Originals vom 26. Juli 2020 im Internet Archive)  Info: Der Archivlink wurde automatisch eingesetzt und noch nicht geprüft. Bitte prüfe Original- und Archivlink gemäß Anleitung und entferne dann diesen Hinweis., theater.bamberg.de, abgerufen am 26. Juli 2020.

| Personendaten    | Personendaten                                               |
| ---------------- | ----------------------------------------------------------- |
| NAME             | Drexel, Cilli                                               |
| ALTERNATIVNAMEN  | Drexel, Cäcilia                                             |
| KURZBESCHREIBUNG | deutsche Theaterschauspielerin, -regisseurin und Sprecherin |
| GEBURTSDATUM     | 1975                                                        |
| GEBURTSORT       | München                                                     |